# Tumut
Der Ort Tumut befindet sich in der Region von Riverina in New South Wales, Australien. Er liegt an den Ufern des Tumut River. Tumut befindet sich an den Ausläufern der Snowy Mountains und wird als Tor zum Snowy-Mountains-System bezeichnet. In Tumut, das im Tumut Shire Council liegt, befindet sich die Verwaltung dieses Councils. Der Ort befindet sich 410 Kilometer südwestlich von Sydney und 180 Kilometer westlich von Canberra.

## Geschichte

### Aborigines
Tumut wurde ursprünglich mit Dumot bezeichnet. Es ist ein Name aus der Sprache der Aborigines für «Rastplatz am Fluss». Die Wiradjuri und die Ngunnawal lebten in diesen Gebieten seit etwa 20.000 Jahren. Vor der europäischen Besiedlung markierte Tumut die Grenzen von drei Stämmen der Aborigines, wo sie sich versammelten um in die Snowy Mountains zu wandern, wenn sich die Bogong-Falter im Raupenstadium befanden. Dort sammelten sie die massenhaft vorkommenden Bogong-Falter als Nahrung, um sie in Sand oder Asche zu rösten und anschließend in einem Stück zu verspeisen.

### Europäer
In den 1820er Jahren kamen die europäischen Kolonisatoren entlang des Murrumbidgee River und im Jahre 1824 kamen Hamilton Hume und William Hovell auf ihrer Expedition am Tumut River an. Das Tumut Post Office wurde am 1. Januar 1849 eröffnet.
Der Ort wuchs schnell und bereits 1856 gab es eine Schule und drei Hotels. Im Jahre 1860 berichtete eine Zeitung von einem Cricket-Club in Tumut. Als der Goldrausch in Kiandra im Jahre 1860 begann, sind etwa 1200 Goldgräber durch den Ort in die Snowy Mountains gegangen. Mit dem Goldrausch kamen auch Buschräuber wie William Brookman mit seiner Räuberbande Blue Cap-Gang und James Kelly, der Bruder von Ned Kelly, in den Ort. Im Jahre 1880 gab es im Ort 18 Pubs und heute sind es lediglich sechs. Der Ort wurde 1887 zur Stadt ernannt, der trotz des Goldrausches durch die Landwirtschaft geprägt wurde. 1867 wurde eine Brücke über den Murrumbidgee River gebaut, und eine Eisenbahnlinie wurde 1884 von Gundagai nach Tumut gelegt, die 1903 fertiggestellt wurde.
Tumut wurde als eine von zehn Gebieten im Jahre 1908 des Australian Capital Territory aufgenommen. Die anderen Gebiete waren: Albury, Armidale, Bombala, Dalgety, Lake George, Orange, Tooma, Lyndhurst und Yass-Canberra.

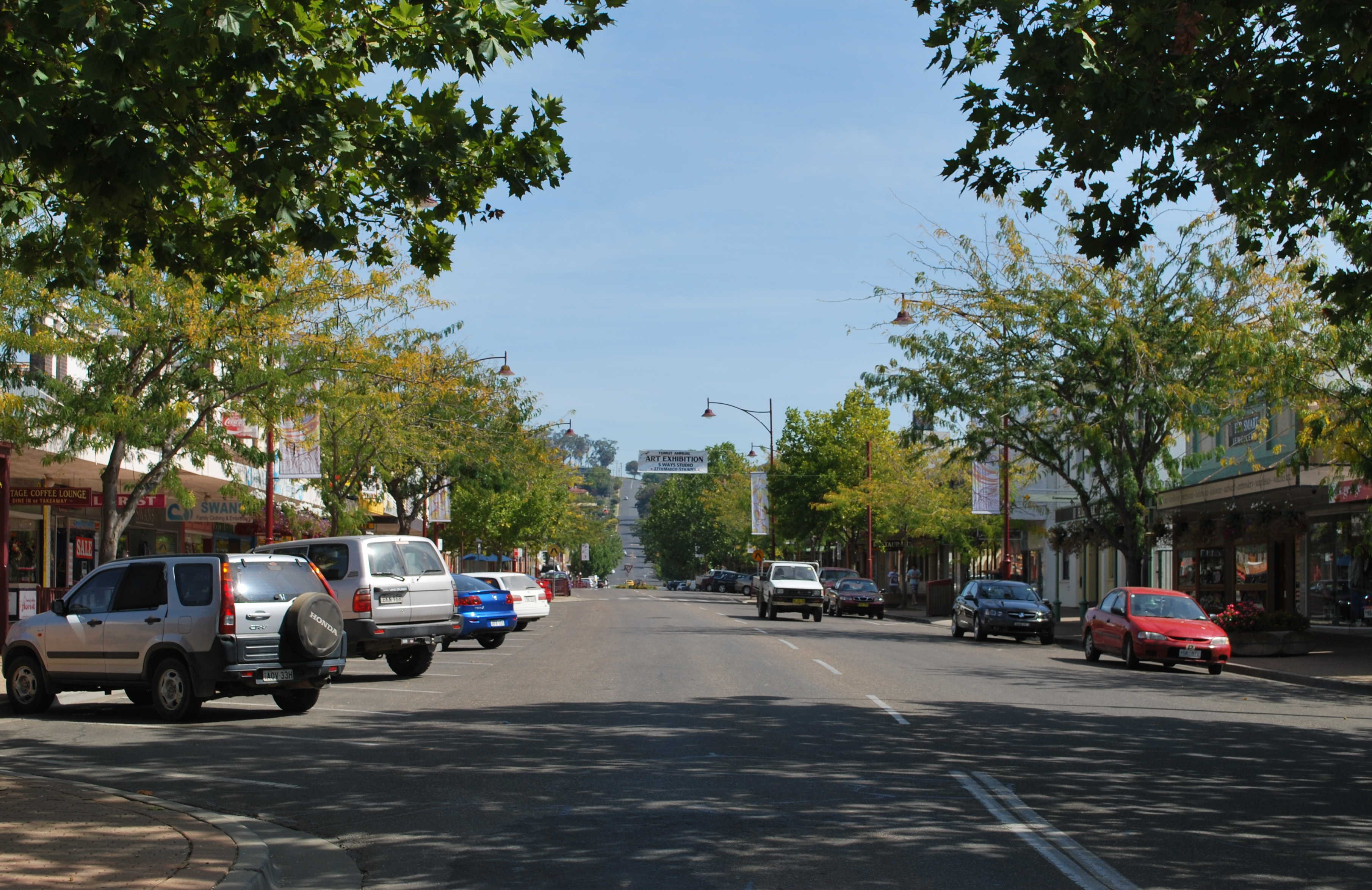
Wynyard Street in Tumut

Seit 1950 entwickelte sich der Ort zu einem Zentrum der Region. Eine Butterfabrik entstand, in der sich heute das Touristenbüro befindet und die Holzindustrie siedelt sich an. Ein Teil der Bevölkerung arbeitete ab 1949 in dem Staudammprojekt Snowy-Mountains-System, am nahe gelegenen Blowering Dam, an der Talbingo-Talsperre und in der Viehzucht von Schafen und Rindern.
In Tumut befinden sich zahlreiche historische Gebäude, wovon die Anglikanische Kirche, die von Edmund Blacket entworfen wurde, die bedeutendste ist. Weitere historische Gebäude sind: Tumut Court House und Polizeistation, Oriental Hotel, Bank Corner und Lombardy Poplars.

## Holzindustrie
Tumut ist ein Zentrum der Holzindustrie mit Sägewerken und Papiermühlen, 20 bis 30 Prozent der Bevölkerung von Tumut arbeitet dort. Das größte Werk ist die Carter Holt Harvey Woodproducts an der Adelong Road in der Richtung zum Snowy Mountains Highway und acht Kilometer weiter hat sie bei Gilmore eine weitere Niederlassung. Die Papiermühle Visy pulp and paper mill befindet sich nördlich des Snowy Mountains Highway bei Gadara, zwischen Tumut und Adelong. Diese Papiermühle ist die einzige vor Ort, die aus Holz Papier herstellt, die anderen Mühlen stellen Papier aus Recyclingmaterial her.